# Статья 4 Конвенции о защите прав человека и основных свобод
Статья 4 Европейской конвенции о правах человека запрещает рабство и принудительный труд. Призыв, национальная служба, тюремный труд, служба в случае чрезвычайной ситуации или бедствия, а также «обычные гражданские обязанности» исключаются из этих определений.
Статья 4 – Запрещение рабства и принудительного труда
1. Никто не должен содержаться в рабстве или подневольном состоянии.
2. Никто не должен привлекаться к принудительному или обязательному труду
3. Для целей настоящей статьи термин „принудительный или обязательный труд“ не включает в себя:  1. всякую работу, которую обычно должно выполнять лицо, находящееся в заключении согласно положениям статьи 5 настоящей Конвенции или условно освобожденное от такого заключения;
  2. всякую службу военного характера, а в тех странах, в которых правомерным признается отказ от военной службы на основании убеждений, службу, назначенную вместо обязательной военной службы;
  3. всякую службу, обязательную в случае чрезвычайного положения или бедствия, угрожающего жизни или благополучию населения;
  4. всякую работу или службу, являющуюся частью обычных гражданских обязанностей.

## Нарушения, установленные Европейским судом по правам человека
- Силиаден против Франции, жалоба № 73316/01 (рассмотрено в 2005 году; дело о подневольном состоянии и принудительном или обязательном труде) [1]
- Ранцев против Кипра и России, жалоба № 25965/04 (рассмотрено в 2010 году; дело о торговле людьми) [2]
- C. N и V. против Франции, жалоба № 67724/09 (рассмотрено в 2012 г.)
- C.N. против Соединенного Королевства, жалоба № 4239/08 (рассмотрено в 2012 г.)
- Хитос против Греции № 51637/12 (рассмотрено в 2015 г.)
- L.E. против Греции, жалоба № 71545/12 (рассмотрено в 2016 г.) [3]
- Чоудури и другие против Греции, жалоба № 21884/15 (рассмотрено в 2017 г.)
- S.M. против Хорватии, жалоба № 60561/14 (рассмотрено в 2018 г.)
- Т.И. и другие против Греции, жалоба № 40311/10 (рассмотрено в 2019 г.)

## История
- R v. Knowles, ex parte Somersett (1772)
- Рабство по общему праву
- Тринадцатая поправка к Конституции Соединенных Штатов

## Внешние ссылки
- Случаи рабства, подневольного состояния и принудительного труда в соответствии с Европейской конвенцией о правах человека
- Краткое изложение дела Siliadin v. Франция
- Краткое изложение дела Ранцев против. Кипр и Россия
- Краткое изложение дела LE v. Греция
- Рабство, подневольное состояние и принудительный труд Информационный бюллетень ЕСПЧ, 2015 г.